# Медзомерико
Медзомери́ко, Меццомерико (итал. Mezzomerico) — коммуна в Италии, находится в регионе Пьемонт, в провинции Новара.
Население составляет 950 человек (2008), плотность населения составляет 136 чел./км². Занимает площадь 7 км². Почтовый индекс — 28040. Телефонный код — 0321.
Покровителями коммуны почитаются святые апостолы Филипп и Иаков, празднование в первое воскресение мая.

## Демография
Динамика населения:

## Администрация коммуны
- Официальный сайт: http://www.comune.mezzomerico.no.it/